# セイヨウイラクサ
セイヨウイラクサ（西洋刺草、英名: Nettle、学名: Urtica dioica）とは、イラクサ科イラクサ属の多年生植物、被子植物である。別名は、ネトルとも呼ばれる。ヨーロッパ原産。
学名は、ラテン語で刺すという意味の Urtica と雌雄異株を意味するギリシア語が由来。 6種の亜種が確認されている。日本では、1997年に岡山市で採取された標本をもとに、小畠裕子が和名をつけた帰化植物である。中国名は、異株蕁麻。

## 特徴
多年草で、草丈は30 - 150センチメートル (cm) ほどになる。葉身は長さ3 - 12 cmで、葉柄は葉身の半分以下の長さである。葉の両面には、軟毛と刺毛がある。
ギ酸、ヒスタミン、セロトニン、アセチルコリンなどの毒がある刺毛があり、人間などが触ると皮膚炎（接触蕁麻疹）を起こす。これらの毒は、熱を加えることで無毒化し、食用や抗炎症作用やリウマチ治療などの薬効があるハーブとして利用される。そのほか、繊維から服や綱が作られ、3日ほど水の中に放置した液体は殺虫剤・殺菌剤として利用された。

### ギャラリー
- ケンブリッジ大学植物園（英語版）の標本
- 若葉
- 葉の拡大写真
- 黄色の雄花
- 紫色の雄花
- 雌花
- 刺毛
- 果実
- 花粉
- セイヨウイラクサによる皮膚炎

## 食品
葉や種子にはα-リノレン酸やリノール酸が含まれ、葉にはルテイン、β-カロテンなどが含まれる。セイヨウイラクサを鶏の飼料とすると黄色を帯びた卵が得られる。